# 롬브리신
롬브리신(영어: lombricine)은 지렁이에서 발견되는 특유의 포스파젠이다. 구조적으로 롬브리신은 2-구아니디노에탄올과 D-세린(일반적인 L-세린이 아님)의 포스포다이에스터이며, 롬브리신 키네이스에 의해 포스포롬브리신으로 인산화될 수 있다.

## 같이 보기
- 포스파젠